# Powiat Haga
Powiat Haga (jap. 芳賀郡 Haga-gun) – powiat w Japonii, w prefekturze Tochigi. W 2024 roku liczył 57 702 mieszkańców.

## Miejscowości
- Haga
- Ichikai
- Mashiko
- Motegi